# Jason Remeseiro
David Remeseiro Salgueiro, meglio noto come Jason (La Coruña, 6 luglio 1994), è un calciatore spagnolo, centrocampista dell'Arouca.

## Carriera
Ha giocato nella prima divisione spagnola.

## Palmarès

### Club

#### Competizioni nazionali
- Segunda Division: 1

Levante: 2016-2017